# Uppsalapendeln

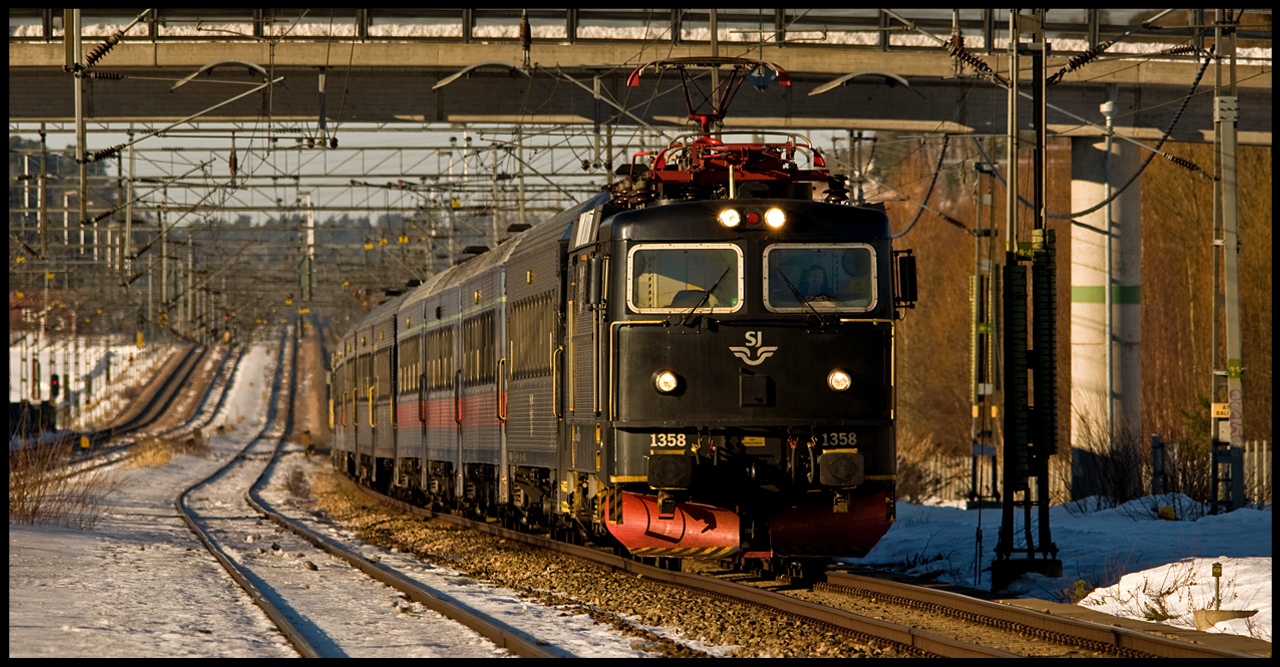
En 10-vagnars Uppsalapendel på sydgång vid fyrspåret i Rotebro i mars 2011

Uppsalapendeln var ett smeknamn på SJ:s regionaltåg mellan Stockholm och Uppsala. SJ lade ned trafiken den 14 december 2024. Dagen efter började Mälartåg att trafikera samma sträcka, Stockholm–Märsta–Knivsta–Uppsala.
Det stora antalet resande och turtätheten gjorde den till en av Sveriges mest trafikerade järnvägsförbindelser. De flesta av tågen stannade även i Knivsta och Märsta. Uppsalapendeln kördes med oftast traditionella loktåg, men X40-tåg ("dubbeldäckare") förekom.
I begreppet "Uppsalapendeln" inkluderades normalt inte de pendeltåg mellan Uppsala och Stockholm, som infördes av Storstockholms lokaltrafik (SL) 2012 och inte heller de regionaltåg som Mälardalstrafik kör mellan Uppsala och Stockholm under varumärket Mälartåg.
2024 tog SJ beslutet att lägga ner regionaltågstrafiken från och med december 2024 på grund av bristande lönsamhet i konkurrens med skattefinansierad trafik på samma sträcka.

## Historia

### Förhistoria
Det som då kallades Norra stambanan öppnades för trafik sträckan Stockholm N-Uppsala C redan 1866 och utökades till dubbelspårsdrift 1908. Järnvägen, som idag kallas Ostkustbanan, elektrifierades 1926-1934.

### Den moderna Uppsalapendeln
Man kan säga att Uppsalapendeln grundades 1968, då det relativt nybildade SL övertog Stockholms pendeltåg och startade pendeltågstrafik på sträckan Stockholm-Märsta, något som ledde till att Uppsalapendeln bara behövde göra uppehåll i Märsta och Knivsta. Detta förkortade restiderna avsevärt. Under slutet av 80-talet och början av 90-talet kördes vissa tåg med ett Rc-lok i ena änden och med en AFM7 (manövervagn), men de sista åren körde man istället med två Rc-lok, ett i vardera änden.

## Trafikvolym
Det gick hösten 2018 1-5 tåg/timme per riktning, och de flesta stannade i Knivsta och Märsta (med bytesmöjlighet till Stockholms pendeltåg).